# Berkesd
Berkesd là một thị trấn thuộc hạt Baranya, Hungary. Thị trấn này có diện tích 19,04 km², dân số năm 2010 là 863 người, mật độ 45 người/km².